# 鈴木惣太郎
鈴木 惣太郎（すずき そうたろう、1890年5月4日 - 1982年5月11日）は、日本プロ野球創成期に日米間の交流に尽力した人物である。

## 来歴・人物
群馬県佐波郡伊勢崎町（現在の伊勢崎市）出身。
旧制前橋中学から早稲田大学に進むも中退、大倉商業学校（東京経済大）に入学し直し日米間の貿易につき学ぶ。コロンビア大学の聴講生として渡米中にアメリカ野球の全般にわたり研究を重ねた。
帰国後は日本でプロ野球誕生の機運の中、裏方として様々な交渉を行う。その中でも1934年の日米野球で旅客用の飛行機は一般的でなく日米間は船で何週間もかけて移動しなければならなかったため来日を渋っていたベーブ・ルースに対し、アポイントもなしに床屋にいたルースにルースの似顔絵が大書されていた日米野球のポスターを見せ「日本のファンはあなたがやってくるのを待っています」と説得、ルースはポスターを見て破顔一笑、来日を快諾したというエピソードがある。
また1934年末に誕生した現存する最古のプロ野球チーム「大日本東京野球倶楽部」が1935年にアメリカ遠征を行った際、マネージャーとして対戦相手から食事場所、宿泊先の手配まですべて行った。このとき最初の訪問地であるサンフランシスコで最初の対戦チームであるサンフランシスコ・シールズを率いていたフランク・オドールからチーム名が「長くてわかりにくい、ニックネームをつけたらどうだ」と提案され、その時提示されたジャイアンツをチームに持ち帰りチームの愛称が「東京ジャイアンツ」（帰国後は「東京巨人軍」）となった。
「東京巨人軍」や他球団が1936年に発足させたプロ野球において惣太郎はジャイアンツのみならず他球団とアメリカ球界との窓口となって奔走、同年、名古屋軍に入団したバッキー・ハリスは名古屋軍総監督の河野安通志が外国人選手の仲介を頼んだところ前年遠征で印象に残っていた選手として惣太郎が河野に紹介した選手である。
しかし時代は戦争に突き進み、日本は太平洋戦争に敗れることとなる。このときGHQは神宮球場、阪急西宮球場、阪神甲子園球場など主要な球場を次々と接収していった。戦争が終わるまで日本プロ野球を実質的に仕切っていた正力松太郎も戦犯として訴追されていた。
そのような中、プロ野球を再興させようという動きが全国的に隆盛、惣太郎は占領軍との折衝に奔走し1945年のうちに阪急西宮球場は占領軍の支配を離れ 自由に野球が開催されるに至り、同年11月には約1年間休止状態だった日本野球連盟を復活させた。後楽園球場に対して1946年6月に接収命令が下ると、惣太郎は「東京でプロ野球興業の場を失ってはならない」と鈴木龍二とともにGHQに陳情をおこない6日で接収は解除されている。
その後も惣太郎はプロ野球に関する要職を歴任しながらも日米の野球交流に尽力し続け、1980年代後半に野球留学をする日本のプロ野球選手の受け入れを一手に引き受けた生原昭宏をロサンゼルス・ドジャースのオーナーであるウォルター・オマリーに引き合わせたのも鈴木である。
東宝の野球映画『不滅の熱球』の原作も手掛けている。
このように戦前・戦中・戦後を通じて日米の野球交流に尽力した点が評価され、1968年に特別表彰として野球殿堂入りした。
1982年5月11日死去。92歳没。

## 記念施設
群馬県伊勢崎市では惣太郎が日本野球発展に尽くした功績を称え、伊勢崎市営野球場に「鈴木惣太郎記念球場」と命名した。また鈴木惣太郎記念球場敷地内には鈴木惣太郎の胸像レリーフが建立されており、球場施設内には鈴木の遺品などが展示されている。

## 著書・評伝
- 『近代野球戦術』博友社、1950年
- 『アメリカ野球史話』ベースボール・マガジン社、1978年
- 『沢村栄治　不滅の大投手』恒文社、1982年
- 『ベーブ・ルース』氏田秀男編・解説、弘文出版、2018年
- 波多野勝 『日米野球の架け橋　鈴木惣太郎の人生と正力松太郎』芙蓉書房出版、2013年